# Geografia de Paulínia
| Geografia de Paulínia   | |
|                         | |
| Mapa de Paulínia        | |
| Região                  | Sudeste                                                                                                  |
| Estado                  | São Paulo                                                                                                |
| Coordenadas geográficas | 22° 45′ S, 47° 09′ O                                                                                     |
| Área                    | |
| - Total                 | 139,72 km²                                                                                               |
| - Zona urbana           | 138,32 km²                                                                                               |
| - Zona rural            | 1,40 km²                                                                                                 |
| Limites                 | |
| - Municípios limítrofes | Oeste: Nova Odessa e Americana; Norte: Cosmópolis e Holambra; Leste: Jaguariúna; Sul: Campinas e Sumaré. |
| Relevo                  | Predominantemente plano                                                                                  |
| Extremos de elevação    | |
| - Ponto mais alto       | 613 m.                                                                                                   |
| - Ponto mais baixo      | 556 m.                                                                                                   |
| Hidrografia             | |
| - Bacia hidrográfica    | Rio Paraná                                                                                               |
| - Principais rios       | Rio Jaguari e Rio Atibaia.                                                                               |
| Clima                   | Temperado Cwa.                                                                                           |

A geografia de Paulínia, um município do interior do estado brasileiro de São Paulo, é homogênea. O município conta com um relevo plano, um clima tropical de altitude e uma vegetação atlântica. O município pertence à mesorregião e microrregião de Campinas, e localiza-se a noroeste da capital do estado, distando desta cerca de 118 quilômetros. Ocupa uma área de 139,72 km² e sua população foi estimada pelo IBGE em 84 544 habitantes em 2010.
A área de Paulínia, de 139,7 km², representa 0,0561% do território paulista, 0,0151% da área da região Sudeste do Brasil e 0,0016% de todo o território brasileiro. Faz parte da Região Metropolitana de Campinas, formada por dezenove municípios e cuja população ultrapassa 1 770 862 habitantes.
Oficialmente o município conta com 38 bairros, entretanto, vários loteamentos importantes não são considerados bairros, se localizando em territórios de outros bairros. Paulínia é o município que mais cresce na Região Metropolitana de Campinas, devido principalmente às imigrações, oriundas de regiões do nordeste brasileiro e mesmo de cidades vizinhas. O município não conta com nenhuma favela, mas isso pode mudar devido ao desenvolvimento de invasões.

## Localização
A cidade está localizada no centro-nordeste do estado brasileiro de São Paulo. Está na mesorregião e Microrregião de Campinas, a noroeste de São Paulo, capital do estado. Situa-se no interior paulista, ocupando uma área de 139 km². Esse total representa 0,0561 % do estado de São Paulo, 0,0151 % da Região Sudeste e 0,0016 % de todo o território brasileiro. 99 % da área total está localizada no perímetro urbano. Situa-se entre os paralelos 22° 45' 40" de latitude sul e 47° 09' 15" de longitude oeste.

### Região metropolitana e limites
O intenso crescimento regional tem tornado inefetivas as fronteiras políticas entre os municípios da região, ocasionando a criação da Região Metropolitana de Campinas (RMC), envolvendo 18 municípios, além de Paulínia. A região é conhecida em virtude do grande nível de desenvolvimento econômico. A região sozinha é geradora de 9% do PIB brasileiro, possuindo grandes indústrias, como a Refinaria de Paulínia, e também é conhecida como Vale do Silício brasileiro, pois vários municípios possuem instituições de alta tecnologia, como Campinas, formando um polo tecnológico. Paulínia já aprovou uma lei para criar seu polo tecnológico, e está disputando com outras três cidades da RMC por investimentos do SPTEC (Sistema Paulista de Parques Tecnológicos), acentuando ainda mais essa característica na região.
Paulínia faz divisa com os municípios de Cosmópolis a norte, Jaguariúna a leste, Campinas a sudeste, Sumaré a sudoeste, Nova Odessa a oeste, Holambra a nordeste e Americana a noroeste. Devido ao fato de Paulínia se localizar na região central da RMC, não faz divisa com municípios de fora da região. O município é divido geograficamente em duas regiões principais, a norte, onde se localiza a REPLAN e o bairro São José, e a sul, onde ficam o Paulínia Shopping e o Theatro Municipal de Paulínia, onde foi realizado o I Festival Paulínia de Cinema. Essas duas regiões são divididas pelo rio Atibaia. A posição de Paulínia era um problema para as antigas fazendas localizadas nessa área, que viam os rios como "barreiras naturais ao desenvolvimento" da região.

## Relevo e geologia

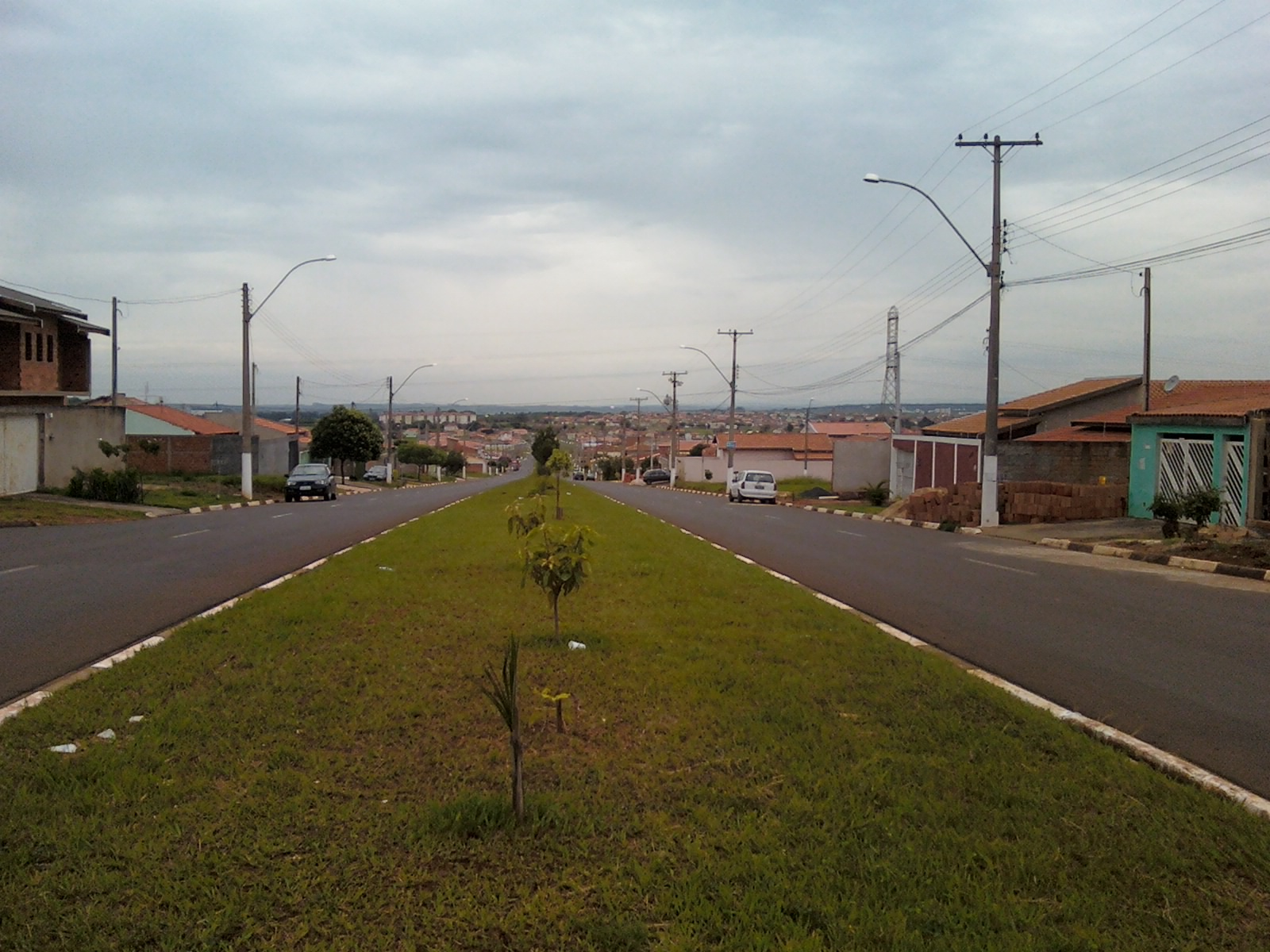
Vista do bairro Marieta Dian, um dos pontos elevados da cidade.

Paulínia se localiza entra dois domínios geomorfológicos distintos, a Depressão Periférica Paulista e o Planalto Ocidental. Por isso apresenta um relevo com características de transição entre as duas formações. No geral o território é homogêneo, registrando-se declividades baixas, de no máximo 23%, e pequenas variações de altitude, de até 115 metros, caracterizando um relevo suave. Os bairros mais altos de Paulínia se localizam nas regiões norte e leste da cidade, como os bairros Marieta Dian, São José e Parque das Indústrias.
Na região dos rios Atibaia e Jaguari se localizam as menores altitudes da Depressão Periférica Paulista, entre 560 e 600 metros acima do nível do mar. Nessa região a morfologia caracteriza-se por amplas colinas com topos aplainados e também aparecem as suas maiores espessuras com a presença das fácies fluviais típicas de planícies inundáveis, que chegam a atingir cerca de 10 metros de espessura. Os diabásios são abundantes entre Paulínia e Campinas, e possuem granulação de fina a média.
O solo paulinense é homogêneo, sendo de boa qualidade na maior parte da cidade. É característico por ter bastante húmus o que facilita o desenvolvimento de plantações. É formado por rochas de três grupos: rochas do Subgrupo Itararé, rochas Intrusivas Básicas e rochas de Depósitos Cenozoicos, esse último subdividido em dois subgrupos, a Formação Rio Claro e os Depósitos Aluvionares. O Subgrupo Itararé se localiza mais na base e é constituído por uma grande variedade de rochas, como arenitos, argilitos, diamictitos, siltitos, lamitos e ritmitos. Na região de Paulínia também pode-se encontrar nesse grupo lentes de carvão. O grupo das rochas Intrusivas Básicas é formado por rochas magmáticas intrusivas alcalinas, que ocorrem sob a forma de soleiras e diabásios. Possuem em geral caráter toleítico e são constituídas de augitas, olivinas, pigeonitas e plagioclásios.
Os depósitos cenozoicos estão muito ligados à evolução do relevo da Depressão Periférica Paulista e das Cuestas Basálticas, onde há a ocorrência de Depósitos Coluvionares Terciários (a chamada Formação Rio Claro) e Depósitos Aluvionares Recentes (Quaternário). A Formação Rio Claro caracteriza-se pela ocorrência de arenitos depositados em ambientes fluviais semiáridos, em formados em sincronia com a formação de pedimentos (desníveis geológicos) de forma tectonicamente controlada. Os Depósitos Aluvionares são resultados da sedimentação de cursos d'água, ocorrendo nesse grupo sedimentos arenosos depositados em leitos e margens e aluviões.

## Hidrografia

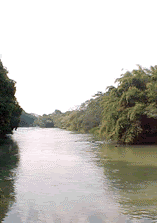
Vista do rio Jaguari, no limite de Paulínia e Cosmópolis.

Dois rios passam pela cidade de Paulínia: o rio Jaguari, que se localiza na divisa de Paulínia e Cosmópolis, e o rio Atibaia, que divide a cidade em duas partes e passa próximo ao centro. Além desses rios, vários riachos e córregos estão presentes em Paulínia, destacando-se o ribeirão Quilombo, na divisa com Sumaré e o ribeirão Anhumas, na divisa com Campinas e Jaguariúna. O município conta também com vários lagos e lagoas, sendo as principais a Santa Terezinha, Armando Ferreira, Jardim Botânico, José Maria Malavazzi e César Bierrembach.
Costuma-se dividir a rede hidrográfica paulinense em três regiões, a bacia do rio Jaguari, incorporando regiões por onde passam cursos d'água afluentes do rio homônimo; bacia do rio Atibaia, englobando córregos afluentes do rio Atibaia, e a bacia do ribeirão do Quilombo, que é formada por cursos d'água que desaguam, direta ou indiretamente, no ribeirão Quilombo. A cada região também são incorporadas lagoas que se ligam a algum córrego ou que, devido à localização, está relacionado à determinada bacia.
A bacia do Rio Jaguari caracteriza-se por córregos de menor vazão e maior extensão. Destacam-se o córrego do Jacaré, localizado na divisa do município de Paulínia com Cosmópolis, o córrego Jacarezinho e o córrego Ponte Funda. Entre as lagoas que fazem parte dessa região destacam-se a lagoa César Bierrembach, ligada ao córrego do Jacaré, e a lagoa do bairro Bonfim, ligada ao córrego Ponte Funda. A bacia do rio Atibaia ocupa a maior parte da área do município e destaca-se por ser formada pelos principais córregos da cidade. Entre os córregos dessa região, podemos destacar São Bento, Areião, Veadinho (Vista Alegre) e Cabreúva, além dos córregos do Quilombo e do Parque das Indústrias, que desaguam no Ribeirão Anhumas, a poucos quilômetros de distância da sua foz no rio Atibaia. As lagoas do Parque das Flores, Zeca Malavazzi, Boa Esperança e São Bento são as principais dessa região. A bacia do Ribeirão Quilombo é a segunda maior do município. Fazem parte dela os córregos Betel, Deserto, do Jardim Europa, Nova Veneza (da Velosa) e do Foguete. Nessa região encontram-se as lagoas do Parque Brasil 500 e Armando Müller.
Alguns córregos em Paulínia, como o do Jacaré correm o risco de desaparecerem devido a danos ambientais em suas nascentes. O córrego do Jacaré tem a sua nascente no canteiro central da avenida José Bordignon, próximo a um depósito de sucatas, e tem seus primeiros trechos cheios de lixo, que aos poucos podem comprometer também a lagoa César Bierrembach, que depende em grande parte desse córrego. O córrego Morro Alto, localizado no bairro de mesmo nome e afluente do rio Atibaia, desapareceu devido ao loteamento da área de sua nascente, onde foi criado o bairro Parque das Árvores.
O rio Atibaia nasce no município de Bom Jesus dos Perdões, resultado da junção dos rios Atibainha e Cachoeira. No município de Americana o rio é represado e a represa do Salto Grande, como é conhecida, se estende até os bairros paulinenses do Parque da Represa e Balneário Tropical. O rio Jaguari nasce em Minas Gerais e recebe afluentes importantes, como o rio Camanducaia. No território paulista o rio é represado fazendo parte do sistema cantareira e em Americana se junta com o rio Atibaia e forma o rio Piracicaba.
As águas subterrâneas de Paulínia fazem parte do aquífero Itararé, uma reserva de água doce que ocupa parte do território de São Paulo e faz parte do aquífero Guarani. As águas do subsolo paulinense no geral são próprias para o consumo humano, apesar de apresentarem níveis de nitratos um pouco acima do recomendado, o que mostra uma necessidade de proteção aos aquíferos. Um fato preocupante ocorreu na década de 1990, quando análises mostraram a contaminação pela Shell e Basf das águas do bairro Recanto dos Pássaros, local onde era comum o uso de poços para abastecimento.

## Clima
O município de Paulínia pertence à zona climática designada pela letra C, com o tipo climático Cwa, segundo a classificação climática de Köppen-Geiger. O clima de Paulínia é considerado temperado. Por se tratar de uma cidade localizada em altitudes elevadas, o efeito dessa é perceptível, traduzindo-se em amplitudes térmicas relativamente altas. A mudança do clima dependendo da estação do ano é pequena, com variações da temperatura que vão de 16° a 30 °C, com raras exceções, a principal diferença entre elas é que no verão chove mais do que no inverno. Devido a pouca concentração de edifícios, a ocorrência de ilhas de calor é rara, por isso os termômetros permanecem abaixo da marca dos 40 °C em grande parte da cidade, mesmo nos meses mais quentes do ano.
Segundo dados do Centro Integrado de Informações Agrometeorológicas (CIIAGRO/SP), referentes ao período de dezembro de 1993 a janeiro de 2011 e a partir de fevereiro de 2016, a temperatura mínima absoluta registrada em Paulínia foi de 0 °C em junho de 1994, nos dias 26 e 27 de junho, e a maior alcançou 40,6 °C em 8 de outubro de 2020. Os maiores acumulado de chuva registrados em 24 horas, iguais ou superiores a 100 mm, foram 119,4 mm em 1 de dezembro de 2003, 118,6 mm em 17 de novembro de 2003 e 103,4 mm em 22 de dezembro de 2020.
| Dados climatológicos para Paulínia | Dados climatológicos para Paulínia | Dados climatológicos para Paulínia | Dados climatológicos para Paulínia | Dados climatológicos para Paulínia | Dados climatológicos para Paulínia | Dados climatológicos para Paulínia | Dados climatológicos para Paulínia | Dados climatológicos para Paulínia | Dados climatológicos para Paulínia | Dados climatológicos para Paulínia | Dados climatológicos para Paulínia | Dados climatológicos para Paulínia | Dados climatológicos para Paulínia |
| Mês | Jan                                | Fev                                | Mar                                | Abr                                | Mai                                | Jun                                | Jul                                | Ago                                | Set                                | Out                                | Nov                                | Dez                                | Ano                                |
| --- | ---------------------------------- | ---------------------------------- | ---------------------------------- | ---------------------------------- | ---------------------------------- | ---------------------------------- | ---------------------------------- | ---------------------------------- | ---------------------------------- | ---------------------------------- | ---------------------------------- | ---------------------------------- | ---------------------------------- |
| Temperatura máxima recorde (°C) | 36,8                               | 37,6                               | 35,7                               | 35,2                               | 32,9                               | 31,3                               | 32,5                               | 34,9                               | 38                                 | 40,6                               | 38,5                               | 36,7                               | 40,6                               |
| Temperatura máxima média (°C) | 30,3                               | 30,9                               | 30,7                               | 29,5                               | 26,2                               | 25,8                               | 26,2                               | 27,8                               | 29                                 | 30,1                               | 30,1                               | 30,5                               | 28,9                               |
| Temperatura média (°C) | 25,1                               | 25,3                               | 24,9                               | 23,2                               | 20                                 | 19                                 | 19                                 | 20,3                               | 22,2                               | 23,8                               | 24,1                               | 24,9                               | 22,6                               |
| Temperatura mínima média (°C) | 19,8                               | 19,7                               | 19,1                               | 17                                 | 13,7                               | 12,2                               | 11,9                               | 12,8                               | 15,4                               | 17,5                               | 18,1                               | 19,3                               | 16,4                               |
| Temperatura mínima recorde (°C) | 12,9                               | 14,5                               | 13,7                               | 6,6                                | 3,1                                | 0                                  | 0,2                                | 5,1                                | 3,9                                | 9,4                                | 11                                 | 12,1                               | 0                                  |
| Precipitação (mm) | 272,3                              | 185,7                              | 156,4                              | 57,6                               | 55,8                               | 40,4                               | 35,2                               | 28,8                               | 57,6                               | 109,8                              | 165,6                              | 216                                | 1 381,2                            |
| Fonte: Centro Integrado de Informações Agrometeorológicas (CIIAGRO/SP) (climatologia: 1993-2020; recordes de temperatura: 01/12/1993 a 17/01/2011 e 01/02/2016-presente) |                                    |                                    |                                    |                                    |                                    |                                    |                                    |                                    |                                    |                                    |                                    |                                    |                                    |

## Ecologia e meio ambiente

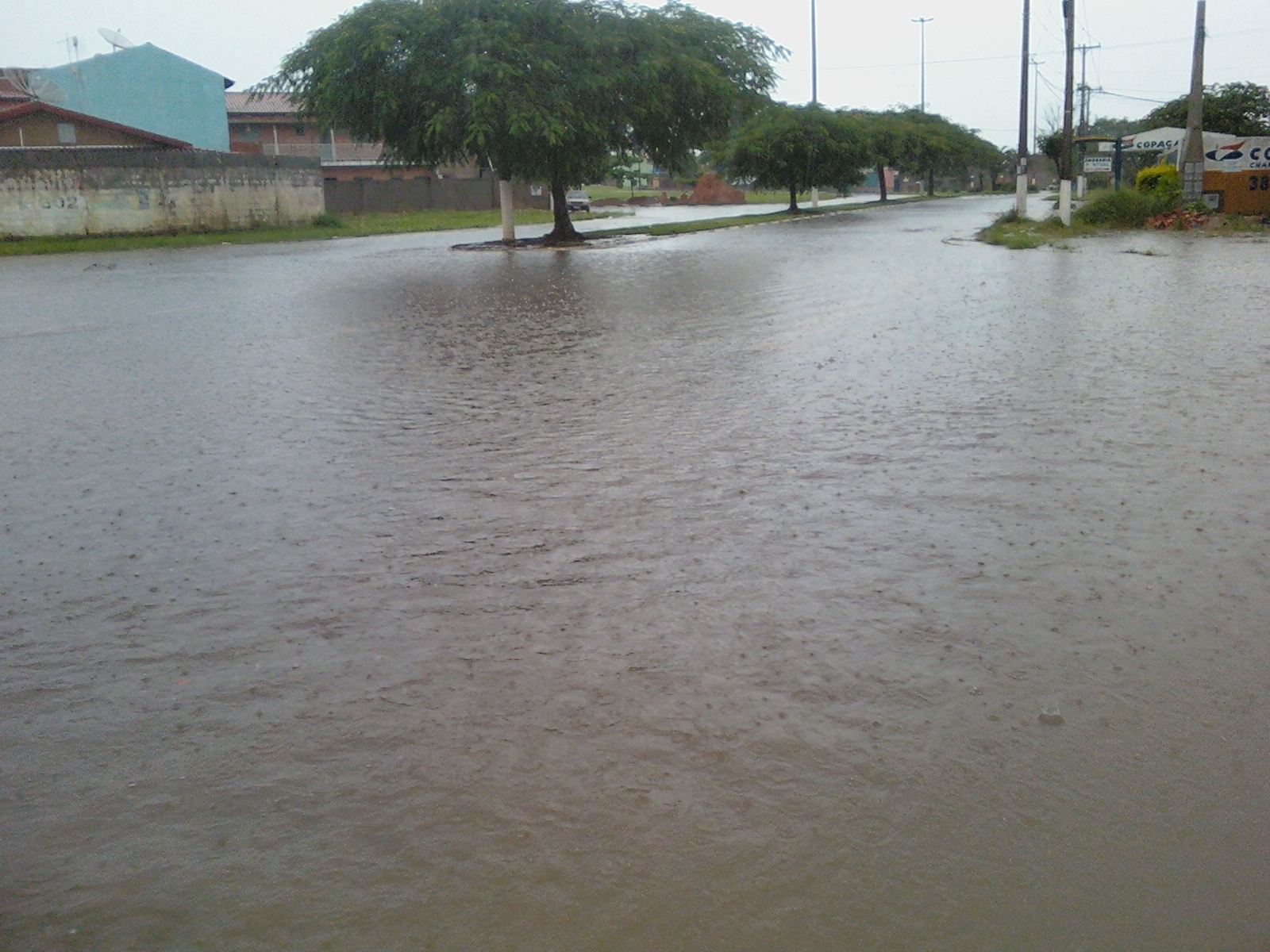
Inundação no cruzamento da Rua Dorcelino R da Cunha com a avenida Ferrúcio Ferramola, no São José.

A maior parte da vegetação original, a Mata Atlântica, foi devastada, mas a prefeitura criou as áreas de preservação ambiental em recuperação, para recuperar áreas degradadas. As principais áreas onde a vegetação está intacta ou pouco alterada se localizam nas áreas dos bairros Cascata, Recanto dos Pássaros, Parque Brasil 500, Betel, Planalto e Monte Alegre. Outras áreas preservadas se encontram em áreas rurais ou desabitadas, como o Jardim Harmonia, regiões isoladas de Betel, zonas limítrofes e áreas do norte de Paulínia.
Várias ruas e avenidas de Paulínia sofrem com a inundação quando chove. Entre as regiões onde esse problema é constante, se destacam os zonas baixas próximas à lagoa César Bierrembach nos bairros São José e João Aranha, na avenida José Paulino, no bairro Recanto dos Pássaros e Jardim Europa. Os problemas ocorrem principalmente à falta de bueiros e galerias para escoamento do excesso de águas, exceto no caso do Recanto dos Pássaros, que é atingido pelas cheias do Rio Atibaia.
A poluição do ar na cidade pelo ozônio é intensa, devido principalmente à grande quantidade de indústrias poluidoras, como a REPLAN, mas ao contrário do que é comumente dito, o município apresenta níveis normais de outros poluentes, como a concentração média horária de dióxido de nitrogênio (NO2), que foi de 87,8 ppb (partículas por bilhão) em 2002, sendo que o aceitável é de 170 ppb.

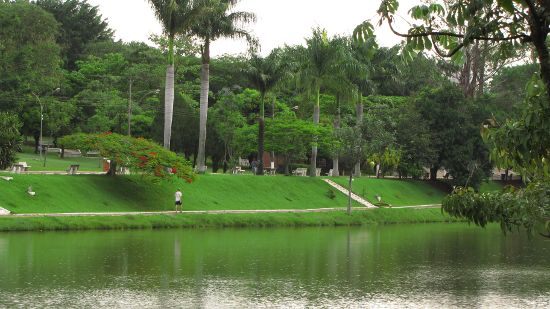
Parque Zeca Malavazzi, local com vegetação preservada.

A cidade também sofre com a poluição hídrica que atinge alguns córregos da cidade. Os rios da cidade, principalmente o rio Atibaia, também são atingidos por contaminação com produtos químicos altamente nocivos à saúde, como em 1995, quando tornou-se pública a contaminação do rio Atibaia e do lençol freático próximo à área pela Shell, que devido às enchentes e ao fato de muitos moradores utilizarem poços, contaminou a população do bairro Recanto dos Pássaros, que foi obrigada a deixar o local. Atualmente ainda há problema com a contaminação causada pela Shell, realizando-se, por isso, esforços para que não ocorra um problema maior.
Várias áreas ambientais de Paulínia são pontos turísticos importantes, como o mini-pantanal e o Jardim botânico, que é um dos mais respeitados do estado e do país. Paulínia apresenta estresse ambiental, isto é, possui uma cobertura vegetal inferior a 5% da área do município, apresentando consequentemente maiores riscos de enchentes, assoreamento dos cursos de água, erosão e desaparecimento da fauna e da flora. Paulínia é um município onde grande parte da paisagem original foi modificada devido à ação humana. Atualmente as poucas áreas verdes originais são protegidas a fim de não desaparecerem.
A fauna de Paulínia apreesenta espécies típicas da Mata atlântica e do cerrado, mas em alguns locais pode-se encontrar espécies de outros domínios. No mini-pantanal, que é uma área de transição entre os domínios supracitados, encontram-se espécies como Frango-d'água-carijó, talha-mar, garça e ratões-do-banhado. Capivaras são encontradas em quase toda a margem do rio Atibaia, sendo comum na região da Campinas.